# دهستان پالوپرا
دهستان پالوپرا (به لاتین: Palupera Parish) یک دهستان در استونی است که در شهرستان والگا واقع شده‌است.

## خصوصیات
دهستان پالوپرا ۱۲۳٫۶۲ کیلومترمربع مساحت و ۱٬۱۵۱ نفر جمعیت دارد.